# Jean-Marc Cordier
Pas d'image ? Cliquez ici

a Compétitions nationales et continentales officielles uniquement.

Jean-Marc Cordier, né le 3 janvier 1958 à Thionville, est un joueur de rugby à XV qui joue la majeure partie de sa carrière avec l'Association sportive de Béziers Hérault, évoluant au poste de troisième ligne aile.

## Carrière
Il joue une grande partie de sa carrière avec l'AS Béziers avec qui il remporte quatre titres de champion de France en 1980, 1981, 1983 et 1984. Le 22 octobre 1985, il joue avec les Barbarians français contre le Japon à Cognac. Les Baa-Baas l'emportent 45 à 4. En 1986, il rejoint le Montpellier rugby club à sa création à la suite de la fusion du stade montpelliérain et du Montpellier Paillade Sport Club. Il finit sa carrière avec l'AS Capestang. En parallèle de sa carrière de joueur, il exerce le métier de gérant d'une société.

## Palmarès
- Championnat de France de première division :
  - Champion (4) : 1980, 1981, 1983 et 1984
- Challenge Yves du Manoir :
  - Finaliste (2) : 1980 et 1981
- Coupe de France :
  - Vainqueur (1) : 1986